# Malthodes yakushimanus
Malthodes yakushimanus is een keversoort uit de familie soldaatjes (Cantharidae). De wetenschappelijke naam van de soort werd in 2001 gepubliceerd door Takahashi.